# Constant de Feller-Tornier
En matemàtiques, la constant de Feller-Tornier CFT és la densitat del conjunt de tots els nombres enters que tenen un nombre parell de factors primers (comptats per multiplicitats). Porta el nom de William Feller (1906–1970) i Erhard Tornier (1894–1982).
{\displaystyle {\begin{aligned}C_{\text{FT}}&={1 \over 2}+\left({1 \over 2}\prod _{n=1}^{\infty }\left(1-{2 \over p_{n}^{2}}\right)\right)\\[4pt]&={{1} \over {2}}\left(1+\prod _{n=1}^{\infty }\left(1-{{2} \over {p_{n}^{2}}}\right)\right)\\[4pt]&={1 \over 2}\left(1+{{1} \over {\zeta (2)}}\prod _{n=1}^{\infty }\left(1-{{1} \over {p_{n}^{2}-1}}\right)\right)\\[4pt]&={1 \over 2}+{{3} \over {\pi ^{2}}}\prod _{n=1}^{\infty }\left(1-{{1} \over {p_{n}^{2}-1}}\right)=0.661317\ldots \end{aligned}}}
(successió A065493 a l'OEIS)

## La funció omega
La funció omega ve donada per
{\displaystyle \Omega (x)={\text{el nombre de factors primers de }}x{\text{ comptat per multiplicitats}}}
El claudàtor d'Iverson és
{\displaystyle [P]={\begin{cases}1&{\text{si }}P{\text{ és cert,}}\\0&{\text{si }}P{\text{ és fals.}}\end{cases}}}
Amb aquestes notacions, ens queda
{\displaystyle C_{\text{FT}}=\lim _{n\to \infty }{\frac {\sum _{k=1}^{n}[\Omega (k){\bmod {2}}=0]}{n}}={1 \over 2}}

## La funció zeta prima
La funció zeta prima P és donada per
{\displaystyle P(s)=\sum _{p{\text{ is prime}}}{\frac {1}{p^{s}}}.}
La constant de Feller-Tornier satisfà
{\displaystyle C_{\text{FT}}={1 \over 2}\left(1+\exp \left(-\sum _{n=1}^{\infty }{2^{n}P(2n) \over n}\right)\right).}